# فاغرة مسطحة الشوك

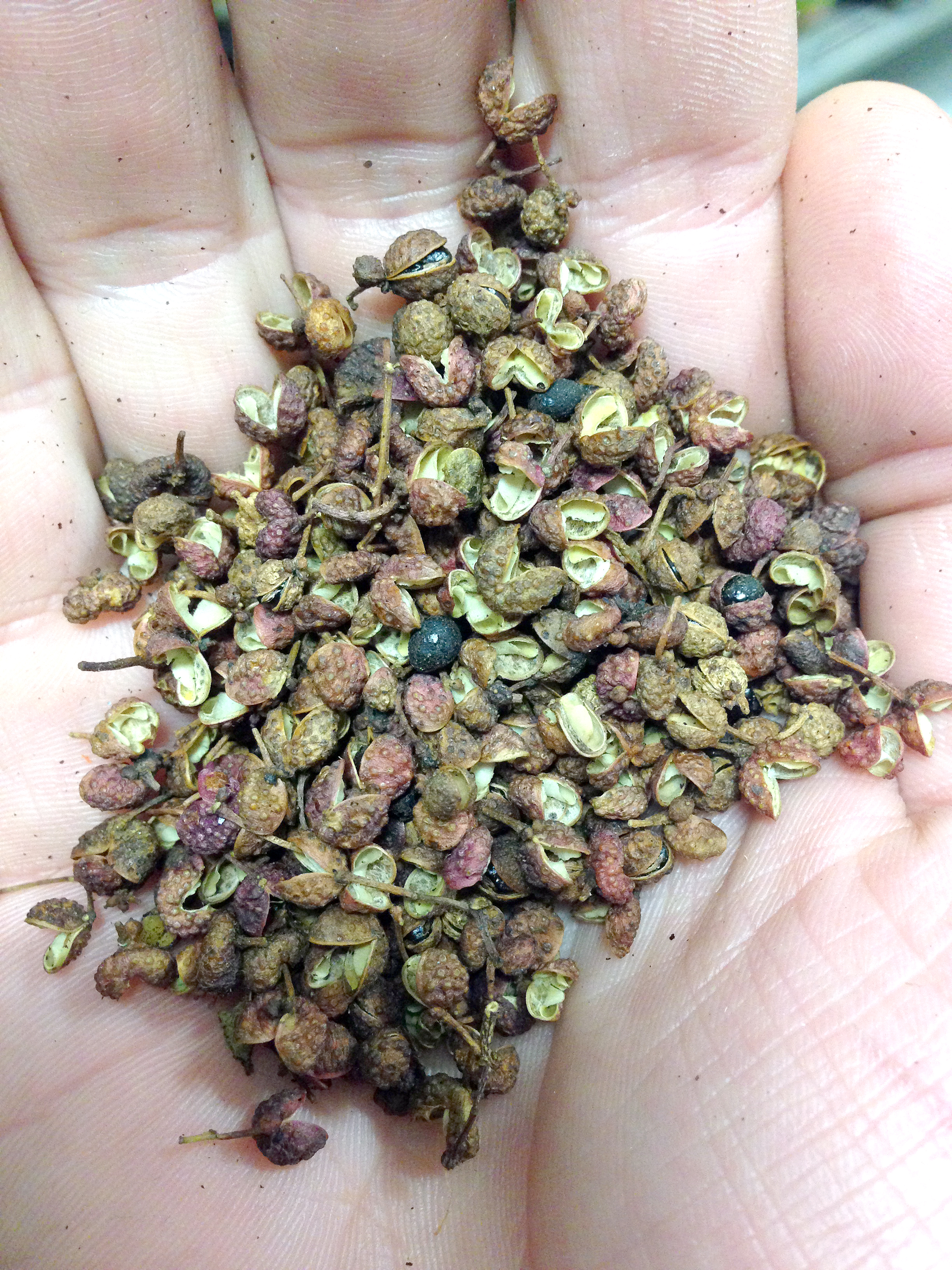
حفنة من فلفل سشوان الأخضر المجفف

فاغرة مسطحة الشوك أو ديش مسطح الشوك هو نوع من النباتات من جنس فاغرة في الفصيلة السذابية. وهي شجيرة عطرية نفضية وشوكية تطول 3.5 مترًا مستوطنة من باكستان عبر جنوب شرق آسيا وحتى كوريا واليابان . إنه أحد مصادر بهار فلفل سِشْوَان ، ويستخدم أيضًا في الطب الشعبي وإنتاج الزيت العطري ونباتًا في حديقة الزينة.